# Pedro Luis Inchauspe
Pedro Luis Inchauspe Jadacaquiva (Jadacaquiva, Estado Falcón, 1790-Ciudad de Nutrias, Municipio Sosa, Estado Barinas, 1822) fue un militar venezolano que participó de la guerra de independencia de su país.

## Biografía
Inchauspe empezó como soldado en el ejército realista, sirvió como capitán en la Campaña Admirable y la batalla de Araure. Fue herido en la Primera Batalla de Carabobo. A cargo de Coro y ascendido a coronel, fue vencido por el coronel Juan Escalona en Cumarebo, el 11 de junio de 1821. Ocho días después se vengaba en Dos Caminos. Tras la derrota realista de Carabobo empezó a negociar con los patriotas, cambiando de bando en agosto a cambio de conservar su rango. Participaría después en la Campaña de Occidente, nombre con que se conocen a las últimas operaciones militares contra los baluartes realistas de Coro, Maracaibo y Puerto Cabello. Fue asesinado en Barinas en 1822.